# Sankt Nikolai grekisk-ortodoxa katedral, Toronto
Sankt Nikolai grekisk-ortodoxa katedral (engelska: Saint Nicholas Greek Orthodox Cathedral) är en grekisk-ortodox kyrkobyggnad belägen i staden Toronto, i provinen Ontario, i Kanada.
Kyrkan är helgad åt helgonet Sankt Nikolaus.

## Historik

### Ursprungliga kyrkan
Den ursprungliga kyrkan låg på ett annat ställe än den nuvarande.
1979 förstördes kyrkan i en brand.

### Nuvarande kyrkan
Kort efter branden köptes en stor tomt där den nya kunde byggas. Kyrkan öppnade sina dörrar officiellt den 4 december 1983 och invigdes den 15 maj 1994 av ärkebiskop Sotirios av Toronto.
I maj 1998 fick kyrkan ett besök av patriarken av Konstantinopel, Bartolomaios I.